# تفتيت الحصيات
تفتيت الحصيات (بالإنجليزية: Lithotripsy)‏ هو إجراء طبي يتمُّ خلاله تحطيم الكتل الصلبة داخل الجسم مثل الحصيات الكلوية والحصيات الصفراوية من خلال تقنيَّات وأجهزة متنوعة، اشتقَّ مصطلح تفتيت الحصيات من الكلمة اليونانية lithotripso والتي تعني تكسير أو تحطيم.

## تقنيَّات تفتيت الحصيات
يتم تفتيت الحصيات عن طريق تقنيَّات متنوعة تستخدم العديد من الأجهزة ومن أشهرها:
- تفتيت الحصيات بالأمواج الصادمة من خارج الجسم.
- تفتيت الحصيات عن طريق التنظير، حيث يتمُّ إدخال جهاز تنظير خاص عبر السبيل البولي من قبل طبيب الجراحة البولية ويتمُّ تفتيت الحصيات عبر أجهزة خاصة توضع داخل المنظار، ويشمل تفتيت الحصيات من داخل الجسم على عدة أنواع فرعيَّة هي:[3]
  - تفتيت الحصيات الهيدروليكي
  - تفتيت الحصيات الميكانيكي
  - تفتيت الحصيات بالأمواج فوق الصوتية وهي أكثر أماناً للحصيات الصغيرة (الأصغر من 10 ملم)
  - تفتيت الحصيات بالليزر وهي طريقة فعَّالة للحصيات الكبيرة (فوق 20 ملم) مع معدلات نجاح ممتازة.[4]

## تاريخ تفتيت الحصيات
كانت الجراحة هي الطريقة الوحيدة لإزالة الحصيات البولية حتى اخترع الجرَّاح وطبيب المسالك البولية الفرنسي جان سيفيه أداة جراحية لسحق الحصيات وتحطيمها داخل المثانة دون الحاجة لفتح بطن جراحي، مبدأ هذه الأداة بسيط جداً فيتمُّ إدخالها عبر الإحليل وصولاً للمثانة وهناك يتمُّ تحطيم الحصيات بطريقة ميكانيكيَّة وتُسحب الأجزاء المُفتَّتة بنفس الأداة أو تترك لتخرج بشكل تلقائي مع البول.
في بداية الثمانينات ظهرت تقنية تفتيت الحصيات بالأمواج الصادمة من خارج الجسم ESWL وسرعان ما استخدمت هذه التقنية على نطاق واسع وأصبحت التقنية الأكثر شيوعاً في مجال تفتيت الحصيات بسبب فعاليتها وأمانها ونتائجها المُرضية، بدأ استخدام تقنية تفتيت الحصيات بالأمواج الصادمة من خارج الجسم في عام 1980 لتفتيت الحصيات البولية، وتمَّ تطبيقها أيضاً على حصيات المرارة والبنكرياس، في هذه الطريقة يتمُّ تركيز الأمواج الصادمة التي يُصدرها جهاز خارجي بحيث تقع الحصاة المُراد تفتيتها في بؤرة الأمواج الصادمة، كان جهاز Dornier HM3 هو أول نموذج من أجهزة تفتيت الحصيات بالأمواج الصادمة من خارج الجسم تتمُّ الموافقة عليه للاستخدام البشري وكان مُشتقَّاً في الأساس من أجهزة تستخدم على المركبات الفضائية، بينما استخدمت أجهزة الجيل الثاني مولدات كهرومغناطيسية أو كهروضغطية، اليوم وبحسب توصيات الجمعية الأمريكية للجراحة البولية فإنَّ تفتيت الحصيات بالأمواج الصادمة من خارج الجسم هو الخط الأول للحصيات التي تتراوح أحجامها بين 4 ملم و20 ملم.
أمَّا الطرق التنظيرية الحديثة فتعتمد على تطبيق الطاقة الميكانيكيَّة أو الضوئية أو الأمواج فوق الصوتية على الحصيات لتفتيتها، بدأ استخدام تقنيات تفتيت الحصيات بالليزر في ثمانينات القرن الماضي، وتعتمد على أجهزة تصدر موجات ليزر نبضية يبلغ طولها الموجي حوالي 500 نانومتر يتمُّ تطبيقها على الحصيات من خلال ألياف بصرية خاصة، الشكل الأحدث والأكثر فعالية من هذه الأجهزة هو الهيليوم ليزر والذي أثبتت الدراسات الحديثة أنَّ نتائجه أكثر فعالية من بقية الأنواع الأخرى.

## تفتيت الحصيات الكلوية بالأمواج الصادمة من خارج الجسم
إنَّ اختراع جهاز تفتيت الحصيات بالأمواج الصادمة أحدث ثورةً حقيقيَّة في معالجة الحصيات البولية، ظهرت الفكرة أولاً في روسيا عام 1950، ولكنَّ شركة Dornier الألمانيَّة المختصَّة بالطائرات وأثناء إجراءها لاختبارات على طائرات تسير بسرعة ما فوق الصوت اكتشفت أنَّ الموجات الصادمة الناشئة عن مرور الطائرة يمكن أن تُحطِّم شيئاً صلباً إذا كان في مكان وبُعد مناسب، وبالتالي تمَّ اقتباس هذه الفكرة لاستخدامها في أجهزة تفتيت الحصيات الكلوية من خارج الجسم وهي التقنيَّة التي تعالج ملايين البشر سنويَّاً بكل فعاليَّة ونجاح اليوم.
يتألف جهاز تفتيت الحصيَّات بالأمواج الصادمة من خارج الجسم من: مصدر طاقة لتوليد الأمواج الصادمة، وآلية لنقل الطاقة من خارج الجسم إلى داخله، وجهاز تنظير شعاعي أو جهاز إيكو أو كليهما معاً وذلك لتحديد موقع الحصاة ووضعها في بؤرة الأمواج الصادمة المُتلاقية، تختلف أجهزة تفتيت الحصيَّات في كثيرٍ من خصائصها: نسبة إحداثها للألم وحاجتها لاستخدام التخدير ومكوِّناتها وحجمها وثمنها وتكلفة جلسات التفتيت.
على النقيض من الأمواج فوق الصوتية التقليديَّة التي تمتلك صفات جيبيَّة وخصائص ميكانيكيَّة، فإنَّ الموجات الصادمة الصوتيَّة غير متناغمة ولها صفات ضغط غير خطي، وهناك نوعين أساسيِّين لمنابع الموجات الصادمة: المولِّدات فوق الصوتيَّة، المولِّدات ذات المدى المُحدَّد، وعلى كلِّ حال فكلُّ الموجات الصادمة بغض النظر عن مصدرها قادرةٌ على تحطيم الحصيَّات عند تجميعها بؤريَّاً عن طريق التآكل والتفتيت فالقوى الفراغيَّة تؤدي إلى تآكل في مكان دخول وخروج الموجات الصادمة أمَّا التفتُّت فينجم عن امتصاص الطاقة، مع ملاحظة أنَّ الأنسجة الحيَّة المحيطة بالحصاة تكون مرنة ولا تتأذى لأنَّها غير قابلة للكسر، ولأنَّ الأمواج الصادمة غير مُركَّزة عليها.

## اعتبارات عامة أثناء إجراء تفتيت الحصيات الكلويَّة
لا بدَّ من إجراء فحص سريري شامل مشابه للفحوص التي تُجرى قبل أي عمل جراحي، فيتمُّ تسجيل العلامات الحيويَّة والانتباه لبعض صفات الجسم الخاصة التي قد تُعيق أو تمنع استخدام جهاز التفتيت مثل تشوُّهات العمود الفقري الشديدة والبدانة المُفرطة، بينما يعتبر الحمل واضطرابات التخثُّر وأمهات دم الأبهر البطني مُضادَّات استطباب مُطلقة لإجراء التفتيت، ويحتاج المرضى المُركَّب لهم ناظم خطا قلبي لاستشارة قلبية قبل التفتيت ومتابعة لصيقة أثناء إجرائه.
لتحديد مكان الحصاة يوضع المريض بوضعيَّة مناسبة وتُستخدم أجهزة التنظير الشعاعي أو أجهزة الإيكو، وغالباً ما تكون الحصيَّات صغيرة الحجم أو قليلة التكلُّس صعبة التحديد شعاعيَّاً وفي هذه الحالة قد يساعد وضع قثطرة حالبيَّة مع حقن مادة ظليلة على كشف التشريح الدقيق للكلية والجهاز المُفرغ، وعند المرضى الذين لا يمكن تركيب قثطرة حالبيَّة لهم يمكن حقن المادة الظليلة عبر الوريد للمساعدة في تحديد مكان الحصاة وتركيز الأمواج الصادمة عليها، يمكن كذلك استخدام الإيكو لتحديد مكان الحصيات الكلوية حتى الصغيرة والشفافة منها ولكنَّ التصوير بالإيكو لا يظهر حصيات الحالب بالإضافة لكونه يعتمد بشكلٍ كبير على خبرة الشخص الذي يقوم بالتصوير ومهارته.

## فعاليَّة أجهزة تفتيت الحصيَّات وأمانها
إنَّ جرعة الموجات الصادمة الآمنة غير معروفة بدقة حتى الآن، وقد تُحدث هذه الموجات رضَّاً يُسبِّب نزفاً ضمن الكلية أو حولها، ولذلك يُنصح بإعطاء أقل كميَّة مُمكنة من الموجات الصادمة قادرة على تحقيق التفتيت الفعَّال، بعد التفتيت الناجح قد تختفي الحصيَّات التي كانت مرئيَّة على الأشعة أو الإيكو بشكل مبدئي.
تشمل العناية بالمريض بعد التفتيت تشجيعه على الحركة النشطة لتسهيل مرور الحصيَّات وتناول السوائل بوفرة والانتباه لأي أعراض موجودة، فالبيلة الدموية يجب أن تختفي خلال الأسبوع الأول بعد التفتيت، والألم الشديد غير المُستجيب للأدوية الفموية والوريدية يجب أن يُنبِّه الطبيب إلى احتمال وجود نزف حول الكلية، وفي هذه الحالة لا بدَّ من إجراء تصوير بالطبقي المحوري للتأكيد أو النفي، وإنَّ احتمال ترافق تفتيت الحصيَّات بالأمواج الصادمة من خارج الجسم بارتفاع الضغط الشرياني لم يتم تأكيده بعد، المتابعة بعد أسبوعين من التفتيت ضروريَّة من أجل مناقشة وتقييم الحالة بدقة.
من الاختلاطات النادرة بعد إجراء التفتيت تشكُّل ما يعرف بالشارع الرملي ضمن الحالب steinstrasse وهو عبارة عن عمود من الفتات الحصوي المُتجمِّع، وعادةً ما يتمُّ تشخيصه بسهولة عبر الصورة الشعاعيَّة البسيطة، وفي حال حدوثه يمكن إعادة التفتيت مرة أخرى أو إجراء تنظير الحالب لاستخراج القطع الحصوية الكبيرة أو حتى الاكتفاء بالمراقبة الحذرة في بعض الحالات اللاعرضيَّة.

## مُعدَّلات نجاح التفتيت
يتعلَّق مُعدَّل نجاح تفتيت الحصيات بالأمواج الصادمة من خارج الجسم بعدد من العوامل أهمُّهما حجم الحصاة وموقعها وتركيبها ووجود تشوهات تشريحيَّة مرافقة، فمثلاً يبلغ مُعدَّل نجاح تفتيت الحصيات الكبيرة التي تتوضَّع في حويضة الكلية حوالي 75%، أمَّا معدل نجاح تفتيت الحصيات الصغيرة في حويضة الكلية فهو نحو 90%، وبالطبع يزداد هذا المعدَّل في حصيات أسفل الحالب بشكلٍ كبير.
تعتبر حصيَّات السيستين وحصيات أوكزالات الكالسيوم مونوهيدرات من الحُصيَّات المُقاومة للتفتيت عموماً، وفي حال وجود مثل هذه الأنواع يُوصى باستخدام طرق العلاج الأخرى كتنظير الحالب أو التفتيت بالليزر أو طرق الاستخراج الجراحيَّة.

## تفتيت الحصيَّات بالليزر
يعدُّ تفتيت الحصيات بالليزر Laser lithotripsy، من الإجراءات العلاجيَّة الحديثة التي تهدف لإزالة الحصيات من السبيل البولي، حيث يقوم طبيب الجراحة البوليَّة بإدخال منظار بولي خاص إلى المسالك البولية ومن ثمَّ إدخال ألياف بصريَّة من خلاله، وعن طريق هذه الألياف البصريَّة يتمُّ إصادر الليزر الذي يوجَّه مباشرةً إلى الحصاة ويحطِّمها، وقد قارنت العديد من الدراسات بين تفتيت الحصيات بالليزر LL وتفتيت الحصيات بالأمواج الصادمة من خارج الجسم ESWL، حيث يعتبر كلاهما إجراءً آمناً وفعَّالاً، ولكنَّ تفتيت الحصيات بالأمواج الصادمة من خارج الجسم قد يكون أكثر أماناً وفعاليةً من الليزر بالنسبة للحصيات الصغيرة الأقل من 10 ملم، ولكنَّها أقل فعالية للحصيات التي تتراوح بين 10 - 20 ملم، ووجدت العديد من الدراسات المرجعية التي أجريت عام 2013 أنَّ التفتيت بالليزر يمكن أن يعالج الحصيات الكبيرة (الأكبر من 20 ملم) بمعدلات جيدة جداً ومضاعفات قليلة ومعدَّل كبير للخلو من الحصيات، وفي نفس الدراسات تبيَّن أنَّ معدَّل نجاح تفتيت الحصيات بالهليوم ليزر أعلى من تفتيت الحصيات بالأمواج الصادمة من خارج الجسم، وخصوصاً للحصيات المقاومة للتفتيت وللحصيات الناكسة، أمَّا بالنسبة للنواحي الأخرى فيجب ملاحظة أنَّ تفتيت الحصيَّات بالليزر هو أكثر تكلفة من تفتيت الحصيَّات بالأمواج الصادمة من خارج الجسم ويحتاج لتدريب وخبرة أكبر ولا يتوفَّر في كلِّ المستشفيات والمراكز الطبيَّة وغالباً ما يحتاج لشكلٍ من أشكال التخدير الموضعي أو العام وهو بالنهاية إجراء باضع يتطلَّب إجراؤه إدخال جهاز تنظير عبر السبيل البولي وصولاً لموقع الحصاة المُراد تفتيتها، رغم كلِّ ذلك يبدو أنَّ تفتيت الحصيات البوليَّة بالليزر إجراءٌ آمن وفعَّال ويزداد الإقبال عليه مع مرور الوقت.